# B-237 Rostow-na-Donu
B-237 Rostow-na-Donu (Б-237 Ростов-на-Дону) – rosyjski okręt podwodny projektu 636.3 z napędem diesel-elektrycznym, z XXI wieku. Otrzymał nazwę od Rostowa nad Donem. Wchodził w skład Floty Czarnomorskiej. Brał aktywny udział w inwazji na Ukrainę, ostrzeliwując jej terytorium pociskami manewrującymi. W nocy na 13 września 2023 roku został poważnie uszkodzony rakietą w doku w Sewastopolu. Zatopiony w wyniku ukraińskiego ostrzału 2 sierpnia 2024 roku w porcie w okupowanym przez Rosjan Sewastopolu.

## Historia
„Rostow-na-Donu” należał do wielozadaniowych okrętów podwodnych projektu 636.3, budowanych w Rosji od początku XXI wieku. Typ ten stanowi rozwinięcie okrętów projektu 877 i również nosi w kodzie NATO oznaczenie Kilo.
Okręt został zbudowany w Stoczni Admiralicji w Petersburgu. Stępkę pod budowę położono 21 listopada 2011 roku, a wodowano go 26 czerwca 2014 roku. W wyniku ukraińskiego ostrzału w trakcie wojny rosyjsko-ukraińskiej zatopiony 2 sierpnia 2024 roku w Sewastopolu.

## Opis
Okręt wyposażony był w sześć wyrzutni torpedowych kalibru 533 mm, z których mogą być wystrzeliwane torpedy, pociski manewrujące 3M-14 Kalibr lub stawiane miny. Zabierał 18 torped albo 24 miny. W skład jednostki ognia wchodziły też cztery pociski Kalibr. Do samoobrony na powierzchni okręt zabierał osiem przenośnych naramiennych wyrzutni pocisków przeciwlotniczych bardzo bliskiego zasięgu, samonaprowadzających się na podczerwień 9K38 Igła.

## Służba
Okręt wszedł do służby w Marynarce Wojennej Rosji 30 grudnia 2014 roku.  Otrzymał oznaczenie: B-237 (Б-237) oraz nazwę „Rostow-na-Donu” (Rostów nad Donem).
W maju 2015 roku okręt przepłynął na Daleką Północ, w skład Floty Północnej, dla odbycia prób zanurzenia. 16 października tego roku rozpoczął przejście na Morze Czarne, zachodząc po drodze 29 października do Kronsztadu dla uzupełnienia zapasów uzbrojenia (w tym pocisków Kalibr) i usunięcia drobnych usterek. Nieoficjalnie media podawały wersję o awarii napędu, zdementowaną przez Rosję. 4 listopada okręt wyszedł z Kronsztadur. 17 listopada prawdopodobnie wystrzelił na wschodnim Morzu Śródziemnym cztery pociski Kalibr przeciw pozycjom Państwa Islamskiego w Syrii jako odwet po katastrofie lotu Metrojet 9268, uznanej przez władze rosyjskie za akt terroru – aczkolwiek informacja ta nie została oficjalnie podana i nie jest pewna. Okręt dotarł ostatecznie na Morze Czarne i wszedł w skład Floty Czarnomorskiej.
Okręt brał aktywny udział w inwazji Rosji na Ukrainę w 2022 i 2023 roku, używany do wystrzeliwania nad Ukrainę pocisków manewrujących.
W nocy 12/13 września 2023 roku „Rostow-na-Donu” został poważnie uszkodzony w ukraińskim ataku rakietowym na dok Sewastopolskiego Zakładu Morskiego im. S. Ordżonikidze w Sewastopolu, w którym był remontowany. Po trafieniu rakiety doszło do masywnego pożaru. Do ataku prawdopodobnie wykorzystano pocisk Storm Shadow/SCALP. W tym samym ataku zniszczono stojący w doku obok okręt desantowy „Minsk”. Stopień uszkodzeń nie został ujawniony przez rosyjskie władze. Z ujawnionych kilka dni później nieoficjalnych fotografii wynikało ciężkie uszkodzenie okrętu, ze zniszczoną górną częścią kadłuba przed kioskiem oraz dziurą wyrwaną w prawej burcie za kioskiem. Spekulowano wówczas, że uszkodzenia prawdopodobnie wskazują na nieopłacalność lub nawet niemożność naprawy, ewentualnie konieczność wieloletniego kosztownego remontu. „Rostow-na-Donu” stał się pierwszym okrętem podwodnym uszkodzonym lub zniszczonym na skutek działań wojennych od czasu wojny o Falklandy w 1982 roku.
Mimo poważnych uszkodzeń, Rosja podjęła remont okrętu. 2 sierpnia 2024 roku Ukraina przeprowadziła kolejny atak rakietowy na stocznię w Sewastopolu. Następnego dnia siły zbrojne Ukrainy opublikowały komunikat o zniszczeniu na skutek ataku okrętu podwodnego „Rostow-na-Donu”. Ocenia się, że użyto do tego pocisku ATACMS.